# Yevgueni Bordzilovski
Eugen Iwanowitsch Bordzilowski ( 1875 - 1949 ) fue un botánico ruso.

## Algunas publicaciones
- AV Fomin (ed.) Flora Republicae Sovieticae Socialisticae Ucrainicae. Kiev, 1936-1965, 12 vols. [vol. 1, ed. AV Fomin (1936); vol. 2, editado por EI
Bordzilowski & EM Lavrenko (1940), este vol. y los siguientes se titulan “Flora URSR”; vol. 3, eds. MI Kotov & AI Barbaricz (1950); vol. 4, eds. MI Kotov (1954); vol. 5, eds. MI Kotov & ED Wissjulina (1953); vol. 6, eds. DK Zerov (1954); vol. 7, eds. M.V. Kotov & E.D. Wissjulina (1955); vol. 8, eds. M.V. Kotov & A.I. Barbaricz (1958); vol. 9, editado por M.I. Kotov (1960); vol. 10, eds. M.I. Kotov (1961); vol. 11, eds. E.D. Wissjulina (1962); vol. 12, ed. ED Wissjulina (1965)]; ed. 2, vol. 1, ed. EI Bordzilowski (1938) [solo se publicó este vol. de la segunda edición].

- La abreviatura «Bordz.» se emplea para indicar a Yevgueni Bordzilovski como autoridad en la descripción y clasificación científica de los vegetales.[1]